# 郑成功墓
24°43′13″N 118°23′37″E / 24.72028°N 118.39361°E
郑成功墓坐落于中国福建省泉州市南安市水头镇，墓内安放郑成功、其子郑经，还有其父郑芝龙以及妻子的的灵柩。
鄭成功抵臺後不久即病逝，葬於現在的臺南市永康區鹽洲里（洲仔尾）鄭成功墓址。明鄭覆亡後，清廷將鄭墓遷回唐山。该墓修筑于1699年康熙年间。1929年被盗，1962年、1982年两次修缮。墓体呈“山”字形，占地约997平方公尺。墓前有一对石刻华表，并刻有一头石狮子，左右侧有旗杆夹9对。整座墓依山之势而建，墓体三排九室为三合土。
墓碑阴刻“明石井乐斋郑公、淑慎郭氏、乔梓五世孙、六世孙、七世孙茔域”。郑成功灵柩用棺椁两层，内层为朱红色漆，棺内用水银防腐，从中取出将盔、龙袍各一件，玉带一条，靴鞋一双，还有郑成功的头发等珍贵文物，现由泉州市南安市石井镇郑成功纪念馆收藏。